# Universidade Solent
A Universidade Solent (anteriormente Instituto Southampton e Universidade Southampton Solent) é uma universidade de 17.000 estudantes, localizada na cidade de Southampton, Reino Unido. É um centro de pesquisa aplicada em design e tecnologia avançada, oceanografia, artes, cinema, mídia e estudos culturais, estudos políticos e internacionais, direito e uma vasta gama de disciplinas na área de administração e negócios. A universidade conta com um campus moderno, com um programa  relativamente forte dos estudos marítimos. O time de yacht dos estudantes desta universidade é o atual campeão do mundo.
A Universidade Solent não deve ser confundida com a Universidade de Southampton, que foi estabelecida como universidade 53 anos atrás, em 1952.

## História
Uma das universidades mais novas do Reino Unido, foi reconhecida como faculdade em 1 de Novembro de 2004 e, tem agora os poderes de conceder seus próprios graus acadêmicos, o que anteriormente só era possível com uma parceria feita com a Universidade de Nottingham Trent, que concedia os diplomas aos cursos ministrados no então Insituto Southampton. A partir de 15 de agosto de 2005 passou ao de Universidade. A faculdade de artes de Southampton estabeleceu-se em Southampton em setembro de 1855, sete anos antes da Instituição Hartley que deu origem à Universidade de Southampton. Universidade Southampton Solent foi rebatizada de Universidade Solent em 2018. 

## Faculdades, escolas e centros
A universidade é composta de três faculdades principais e um centro marítimo, sediado fora do campus principal, em Warsash. à excecpção do centro de Warsash, que é parte da faculdade de tecnologia, as demais faculdades são compostas de várias escolas e departamentos acadêmicos: 
- Faculdade de Mídia, Artes e Sociedade
  - Escola de Mídia
  - Escola de televisão
  - Escola de Artes Visuais e Interativas (jogos de computador)
  - Escola da Escrita e das Comunicações
  - Escola de Ciências Humanas
- Faculdade de Negócios de Southampton
  - Escola de Análise de Negócios
  - Escola de Lei e Gerência
  - Escola de Publicidade e Lazer
- Faculdade de Tecnologia
  - Escola de Computação e Comunicação de Digital
  - Escola de Design e da manufatura
  - Escola dos Estudos Marítimos e Litorais (que incorpora o Centro marítimo de Warsash)
  - Centro de Pesquisa Tecnológica